# Cuatrecasasiodendron
Cuatrecasasiodendron é um género botânico pertencente à família Rubiaceae.

## Espécies
- Cuatrecasasiodendron colombianum
- Cuatrecasasiodendron spectabile